# Rufus Shinra
Rufus Shinra (ルーファウス神羅) är en rollfigur i Final Fantasy VII. I början av spelet är han Vice-President för Shin-Ra Inc. men kommer att ta över positionen som President under spelets gång och bli en av antagonisterna. I Advent Children görs Rufus röst i den japanska versionen av Toru Ohkawa och Wally Wingert i den engelska versionen. Rufus Shin-Ra har än så länge varit med i tre Final Fantasy-titlar.

## Before Crisis
Under tiden som Vice-President bidrog Rufus pengar och information i smyg (med anonym identitet) till AVALANCHE i hopp om att de skulle utnyttja det till att mörda hans far. Allt för att kunna bli President av Shin-Ra Inc. När hans plan inte fungerade började han fundera ut en ny för att snabbast ta över positionen.

## Final Fantasy VII
Rufus höll till vid Shin-Ras militärbas, Junon och hade positionen Vice President fram tills nyheten nådde honom om hans fars död. Det dröjde inte länge innan Rufus anlände till huvudkontoret och förklarade sig själv som den nya Presidenten av Shin-Ra Inc. Men hans första minuter som president blev inte helt fridfulla. Cloud Strife och hans vänner råkade befinna sig på kontoret och mötte Rufus då han anlände. Där levererade han sitt tal inför gruppen och berättade om saker skulle ändras, inte till de bättre dock. Till skillnad från hans far som styrde världen med pengar, skulle Rufus istället styra med rädsla som han uttryckte det. Cloud kunde dock inte tillåta detta och utmanade Rufus på en duell som han accepterade. Mitt under stridens gång flyr Rufus och lämnar Cloud kvar på balkongen utanför kontoret.
Rufus återupptar sin fars planer om att finna The Promised Land där de kan bygga Neo Midgar, en ännu större och mäktigare stad där mer Mako finns än någon annanstans. Men hans tid som President hade mer problem än under hans fars tid. Rufus var tvungen att koncentrera sig på att ta itu med hotet från kometen som Sephiroth skickat mot planeten. Samtidigt som detta skedde vaknade planetens väktare upp, ett gäng enorma monster vid namn WEAPON vars jobb var att förstöra allt som planeten ansåg som ett hot, inklusive människorna. Rufus tidigare högkvarter Junon blev anfallet av ett WEAPON samtidigt som Rufus befann sig där. Shin-Ra lyckades dock dräpa monstret med kanonen Sister Ray som de senare förflyttade över till Midgar för att både skydda sig från övriga WEAPONS och för att skjuta bort skölden som skapats över kratern där Sephiroth fanns. Efter att Rufus återvänt till Midgar dök Diamond WEAPON upp ur havet och avfyrade gigantiska eldskott mot staden. Shin-Ra använde åter Sister Ray och även här lyckades de förinta monstret. Men till Shin-Ras förskräckelse hade WEAPON redan hunnit avfyra sin attack. Midgar träffades av ett flertal eldskott. Rufus som befann sig på 70:e våningen på sitt kontor gjorde inga försök att fly undan de inkommande skotten och observerade bara hur de flög emot honom. Kontoret exploderade och Rufus befarades ha omkommit.  

## Dirge of Cerberus
I introt till Dirge of Cerberus syns Rufus bli buren på en bår under Midgars sista timmar.
Under spelets gång nämner Reeve att den som sponsrar hans organisation, WRO, föredrar att hålla sig anonym och troligen känner stor skuld till planeten. Det är uppenbart att det är Rufus som är den anonyma sponsraren med tanke på vad han säger i Advent Children.

## Advent Children
I Advent Children dyker Rufus åter upp igen. I sitt första möte med Cloud Strife på två år, försöker han förklara hur han undkommit explosionen i hans kontor. Cloud avbryter honom dock och den riktiga förklaringen får aldrig komma till tal. Förvisso klarade sig han undan brännskador men lyckades inte undvika sjukdomen Geostigma. Rufus försöker få Cloud att bli hans livvakt i hopp om att han kan skydda honom från Kadaj och hans gäng. Rufus förklarar att han ändrat mål från att försöka ta över världen till att återuppbygga den då han anser att det var Shin-Ras fel att världen hamnade där den gjorde. Cloud som redan var lite tveksam till Rufus förslag tackar direkt "nej" när Reno avslöjar att deras riktiga mål är att återuppbygga Shin-Ra Inc. 
Detta lämnar The Turks som hans enda skydd. Rufus är väl medveten om att Kadaj söker lådan som innehåller Jenovas huvud och utnyttjar därför sin rullstol som han numera sitter i, och sin sjukdom som ursäkt för att bära ett stort vitt skynke som täcker både hans ansikte och kropp. Där under gömmer han lådan, mitt framför Kadaj när han senare dyker upp. 
Så småningom befinner sig Rufus tillsammans med Kadaj högt uppe i en byggnad i staden Edge. Kadaj planerar att åkalla Bahamut för att leta rätt på lådan med Jenovas huvud. När Bahamut i sin tur blir besegrad av Cloud väljer Rufus att vissa sitt riktiga jag. Till Kadajs förvåning tar Rufus av sig skynket, ställer sig upp utan problem och visar ett oskadat ansikte. I sin hand håller han lådan. Han förolämpar Kadaj för hans misstag att inte inse att lådan var där hela tiden och kastar sedan ut den ur höghuset. Kadaj tvingar i vrede Rufus att fly snabbt genom att hoppa ut ur höghuset han med. Tydligt nog påverkade inte Geostigman Rufus syn då han lyckades träffa lådan med sitt gevär i fallet för att hindra Kadaj från att nå den. Rufus räddas från en säker död då Tseng och Elena plötsligt dyker upp. Han sätter sig åter i rullstolen (var syfte mest är nog för honom att vila och inget annat). Precis som för alla andra, så försvinner Geostigman från Rufus när Aeris Gainsborough använder regnet som läkemedel.